# Failing firm defence
La failing firm defence è una difesa per l'impresa in crisi. Tale difesa, comparsa per la prima volta nell'ordinamento statunitense, prevede sostanzialmente la possibilità per un'impresa di effettuare una concentrazione anticompetitiva con un'altra impresa concorrente. Detta concentrazione, normalmente vietata, risulta lecita sulla base del presupposto che l'eventuale divieto produrrebbe i medesimi effetti, se non addirittura degli effetti peggiori, della concentrazione stessa.
È un principio condiviso dalla generalità delle normative antitrust che una concentrazione non è mai vietata di per sé, ma lo è nella misura in cui sia suscettibile di deteriorare la struttura concorrenziale del mercato. La failing firm defence, autorizzando operazioni che potrebbero consentire il raggiungimento di tale risultato, si presenta, dunque, come un'eccezione ai consueti principi del diritto della concorrenza. In quanto eccezione, perciò, merita di essere applicata soltanto in situazioni davvero straordinarie, e solamente allorché vengano soddisfatti dei criteri assai restrittivi. Generalmente, tralasciando tutte le possibili sfumature, i criteri da soddisfare in ordine all'applicazione della failing firm defence sono tre:
1. l'imminente fallimento dell'impresa;
2. l'impossibilità di trovare una soluzione meno anticompetitiva rispetto alla prospettata concentrazione;
3. in assenza della concentrazione stessa gli asset dell'impresa in crisi uscirebbero inevitabilmente dal mercato.

Pur non essendo codificata a livello legislativo, sia l'ordinamento europeo che quello statunitense hanno predisposto delle apposite linee guida per orientare l'operatore nell'applicazione della failing firm defence.